# Tracy Brooks Swope
Tracy Brooks Swope (* 20. Februar 1952 in New York City, New York) ist eine US-amerikanische Schauspielerin.

## Leben
Tracy Swope wurde als Tochter der Schauspielerin Margaret Hayes und des Regisseurs und Filmproduzenten Herbert B. Swope Jr. geboren. Sie ist Nichte der Schauspielerin Dorothy McGuire und Enkeltochter des mehrfachen Pulitzer-Preis-Gewinners Herbert Bayard Swope.
Ihr Hollywooddebüt hatte sie mit sechs Jahren als Kinderdarstellerin in einer Statistenrolle im Western Der Henker wartet schon, in dem ihre Mutter die weibliche Hauptrolle an der Seite von Fred MacMurray spielte. Mit zehn Jahren begann ihre professionelle Theaterkarriere, und mit 16 Jahren feierte sie ihr Broadwaydebüt neben Angela Lansbury in A Little Family Business. Sie studierte zeitgleich Schauspiel an der High School for the Performing Arts und der American Academy of Dramatic Arts. Zwischen Mitte der 1970er und Mitte der 1980er Jahre war sie in Gastrollen in zahlreichen erfolgreichen Fernsehen zu sehen, darunter Starsky und Hutch, Drei Engel für Charlie und Das A-Team. Größere Spielfilmrollen hatte sie in Christopher Guests Filmkomödie The Big Picture neben Kevin Bacon und dem Actionfilm Boy Soldiers an der Seite von Sean Astin.
1987 heiratete sie den Oscar-prämierten Regisseur John G. Avildsen; 2003 kam es zur Scheidung. Aus der Ehe ging die Tochter Emily Avildsen hervor, eine Schauspielerin und Model, die 2014 zusammen mit ihrer Mutter im Thriller Delusional an der Seite von Perry King agierte.
Swope wird von verschiedenen Sprecherinnen synchronisiert, darunter Julia Biedermann.

## Filmografie (Auswahl)

### Film
- 1982: Die Zeitreise (Voyagae From the Unknown), Pilotfilm
- 1986: Terminal Entry – Das Spiel mit dem Terror (Terminal Entry)
- 1988: Shadows in the Storm – Die dunklen Schatten der Leidenschaft (Shadows in the Storm)
- 1989: The Big Picture
- 1991: Boy Soldiers (Toy Soldiers)
- 1991: Der große Blonde mit dem schwarzen Fuß (True Identity)
- 1992: Im Glanz der Sonne (The Power of One)
- 2023: Krispr

### Fernsehen
- 1974: Die Partridge Familie (The Partridge Family)
- 1977: Serpico
- 1977: Starsky und Hutch
- 1978: Baretta
- 1978: Drei Engel für Charlie (Charlie’s Angels)
- 1983: Die Zeitreisenden (Voyagers!)
- 1983: General Hospital
- 1984: Das A-Team (The A-Team)
- 1984: Mike Hammer (Mickey Spillane’s Mike Hammer)
- 1985: Hardcastle & McCormick (Hardcastle and McCormick)
- 2015: Hawaii Five-0

## Broadway
- 1968: Woman is My Idea
- 1982: A Little Family Business